# Gerencséry Béla
Gerencséry Béla (születési neve: Grenczer Béla; 1944-ig) (Szilágycseh, 1887. augusztus 16. – Budapest, 1960. szeptember 25.) aranydiplomás (1959) vegyészmérnök, nyugalmazott egyetemi nyilvános rendes tanár, az Élelmiszeripari Technikum mérnöktanára.

## Életpályája
A budapesti Műegyetemen szerzett vegyészmérnöki diplomát 1909-ben. 1909-től Kassán a Mezőgazdasági Vegykísérleti Állomáson, 1914-től az Országos Kémiai Intézet tápszerosztályán dolgozott. 1917-ben az osztály vezetője lett. 1918-tól a földművelésügyi minisztérium szakelőadója volt. 1931–1948 között szerkesztette a Kísérletügyi Közleményeket és a Dokumentációs Szemle mellékletét. 1938–1946 között az Országos Kémiai intézet igazgatója, majd a Magyar Agrártudományi Egyetem mezőgazdasági karán a mezőgazdasági iparok tanszékének tanára. Nyugdíjazása után, 1949–1959 között az Élelmiszeripari Technikum tanára volt.
Több – technikumok számára írt – tankönyv szerzője.

## Családja
Szülei: Grenczer Mihály és Jurke Vilma voltak. 1917. február 20-án, Budapesten házasságot kötött Bárczy Erzsébettel (1893–1969).
Temetése a Farkasréti temetőben zajlott.